# Lichtenštejnsko na Letních olympijských hrách 2020
Lichtenštejnsko na Letních olympijských hrách 2020 reprezentovalo celkem 5 sportovců ve 3 sportech. Jednalo se o osmnáctou účast této země na Hrách.

## Počet soutěžících v jednotlivých sportech
| Sport                   | Druh sportu | Muži      | Ženy | Celkem |
| ----------------------- | ----------- | --------- | ---- | ------ |
| Judo                    | -           | 1         | 0    | 1      |
| Plavání                 | -           | 1         | 1    | 2      |
| Synchronizované plavání | -           | nekoná se | 2    | 2      |
| Celkem                  | Celkem      | 2         | 3    | 5      |